# مؤسسة وستر للبحوث الطبية الحيوية
كانت مؤسسة وستر للبحوث الطبية الحيوية (بالإنجليزية:Worcester Foundation for Biomedical Research) معهد غير ربحي متخصص في البحوث الطبية ويقع مقره في شروزبري، ماساشوستس.